# Florian Bissinger
Florian Bissinger (München, 30 januari 1988) is een Duits wielrenner die anno 2016 rijdt voor WSA-Greenlife.

## Overwinningen
2011
2e etappe Ronde van Szeklerland
Eindklassement Ronde van Szeklerland
2013
1e etappe Ronde van Opper-Oostenrijk
2016
Proloog Ronde van Bihor-Bellotto

## Ploegen
- 2011 –  Arbö Gebrüder Weiss-Oberndorfer
- 2012 –  Team Vorarlberg
- 2013 –  Team Vorarlberg
- 2014 –  WSA-Greenlife
- 2015 –  WSA-Greenlife
- 2016 –  WSA-Greenlife

Bissinger · Dürager · Gerstlohner · Grömer · Hasibeder · Knopf · Kratochvila · Kugler · Lechner · Pavitschitz · Pria · R.Probst · S.Probst · Ranacher · Reiter · Schinagl · Stadler · Taübel · Ulzen
Bissinger · Dallinger · Kopkauf · Leopold · Pöll · Ratkic · Schlemmer · Sokol · Taferner · Trettwer